# Antonio Vodanovic
Antonio Andrés Vodanovic Paolinelli (né le 2 mars 1949 à Santiago) est un animateur de radio et animateur de télévision, producteur de télévision chilien d'origine croate et italien.

## Télévision

### Telecanal
- 2008 : Juntos en la noche : Animateur

### TVN
- La gran canción
- 1981-1983 : Sabor latino : Animateur
- Siempre amigos
- 1986-1987 : En vivo
- 1988-1993 : Siempre lunes : Animateur
- 1976-1987 : Miss Chili : Animateur
- 1976-1993 : Festival de Viña del Mar : Présentateur

### Mega
- 1994-1999 : Sal y pimienta : Animateur
- 1994-1999 : Festival de Viña del Mar : Présentateur

### Chilevisión
- 2010-2013 : Talento chileno : Jury
- 2013 : Hazme Reìr : Animateur

### Canal 13
- 1972-1975 : Campeonato estudiantil
- 2000-2004 : Festival de Viña del Mar : Présentanteur
- 2000-2002 : Nace una estrella : Animateur
- 2001-2002 : Maravillozoo : Panéliste
- 2002-2003 : Por fin es lunes : Animateur (avec Margot Kahl)
- 2006 : Locos por el baile : Participant
- 2009 : Viña, 50 años de festival : Animateur

### Autres participations comme invité
- 2012 : Mujeres primero (La Red) : Lui-même

### Émissions dans autres stations
- Miss Verano Viña
- Miss 17
- 1989 : Festival OTI de la chanson (Univisión) : Présentateur
- Premios "Lo Nuestro", (Univisión) : Présentateur